# Oslo Plads
Oslo Plads ligger i Indre By i København. Pladsen fik sit navn i 1962. Før da var pladsen en del af Østerbrogade, men da denne gades strækning fra Kristianiagade og til Lille Triangel i 1962 omdøbtes til Dag Hammarskjölds Allé (opkaldt efter de Forenede Nationers da nyligt afdøde generalsekretær), fik denne inderste del af den daværende Østerbrogade navnet Oslo Plads. Navnet lægger sig op til de øvrige gader i kvarteret nord for Østbanegade, hvor mange af gaderne er opkaldt efter norske byer.
Hvor Oslo Plads ligger nu, lå den gamle Østerport, der blev revet ned i 1857-1858 som den sidste af de gamle københavnske byporte i den gamle Københavns Vold. På pladsen ligger Østerport Station, der er opført i 1894-1897 af arkitekten Heinrich Wenck. Over for på pladsen ses bygningen, der rummer Den Frie Udstillings bygning. Denne udstillingsbygning lå oprindelig ved det gamle Københavns Vandværk og den daværende Aborrepark ved den nordligste del af Københavns Vestervold. Bygningen blev flyttet til sin nuværende beliggenhed i 1914. Arkitekten er maleren og billedhuggeren J.F. Willumsen. Begge de nævnte bygninger er fredede.
Af bygninger her ligger i øvrigt: Hotel Østerport, oprindeligt opført som nødhotel efter 2. verdenskrig, men helt ombygget i 1955 og 1990. På hjørnet af Østbanegade, Oslo Plads 12-16, ligger en stor beboelses- og kontorejendom i palæstil, kaldet Glacispalæet, der blev opført i 1900-1903 af arkitekt Andreas Clemmensen, der også byggede lignende huse i Stockholmsgade samt Otto Benzons villa på hjørnet af Kristianiagade. På pladsen udfor Glacispalæet ligger der en metrostation, der åbnede som en del af Cityringen i 2019.
Ud for Østerport Station står Nulpunktstenen. Fra denne stensøjle, der er tegnet af arkitekten Peder Vilhelm Jensen-Klint og opstillet i 1925, måles afstandene her fra, hvor den gamle Østerport stod og ligesom i dennes tid, ud til forskellige nordsjællandske destinationer. Der findes tre andre lignende nulpunktsten i København: ved Nørreport, på Rådhuspladsen og på Torvegade ved Christianshavns Vold.